# Lubna Khalid Al Qasimi
Lubna Khalid Al Qasimi, född 4 februari 1962 i Dubai, Förenade Arabemiraten, är schejka av Sharja och emiratisk politiker. Hon är Förenade Arabemiratens första kvinnliga minister.
Schejka Lubna är brorsdotter till Sultan ibn Muhammad al Qasimi, som är emir över Sharja, och dotter till förre emiren Khalid ibn Muhammad al Qasimi. Schejka Lubna har en kandidatexamen i vetenskap från California State University of Chico och en magisterexamen i business administration från American University of Sharjah. Vid sidan av studierna utvecklade hon ett informationssystem vid  Dubai Port Authority som var grogrunden för en digitalisering av den öppna marknaden i Dubai. Detta manifesterades år 2000 med grundandet av Tejari, ett företag för elektronisk business-to-business där schejka Lubna är VD och som är ett av Dubais mest framgångsrika företag. I november 2004 utsågs hon till minister för utrikeshandel av schejk Mohammed bin Rashid Al Maktoum, och i mars 2013 utsågs hon till minister för internationellt samarbete och utveckling.
Vid sidan av sitt politiska uppdrag sitter schejka Lubna i flera styrelser i Förenade Arabemiraten och i USA, för utbildning och välgörenhet.